# Muntanyes Basques
Muntanyes Basques (en basc Euskal Mendiak, Euskal Herriko atalasea o Euskal Herriko arkua, "arc basc") és la denominació d'una serralada situada en l'extrem septentrional de la península Ibèrica. Són la part més oriental de la Serralada Cantàbrica, la qual enllaça amb els Pirineus. També és coneguda com a arc basc, depressió basca o llindar basc. Se estenen pel territori d'Euskal Herria.
Té dues alineacions, una septentrional i una altra meridional, que són majoritàriament calcàries.

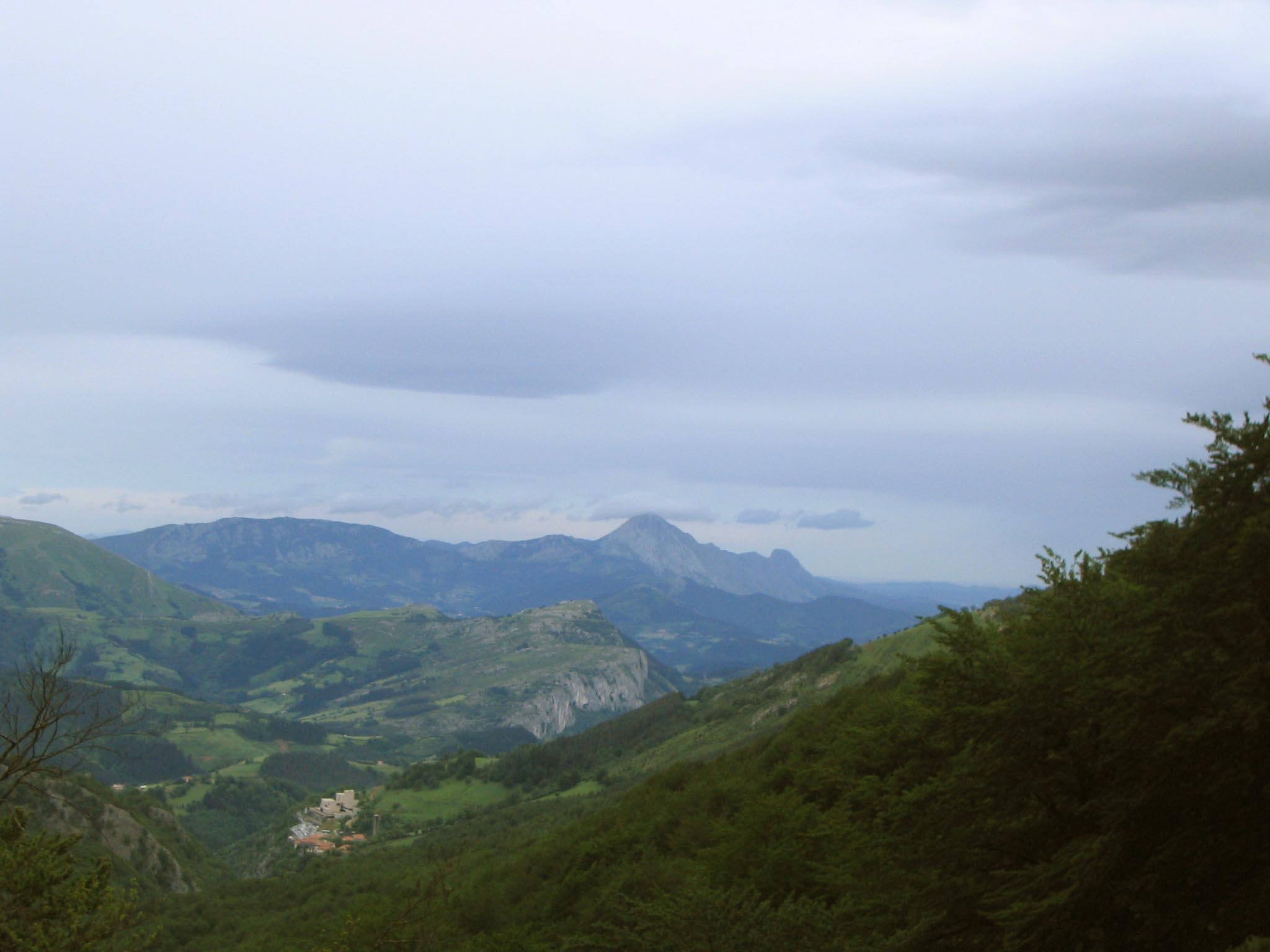
Panoràmica des d'Urbia

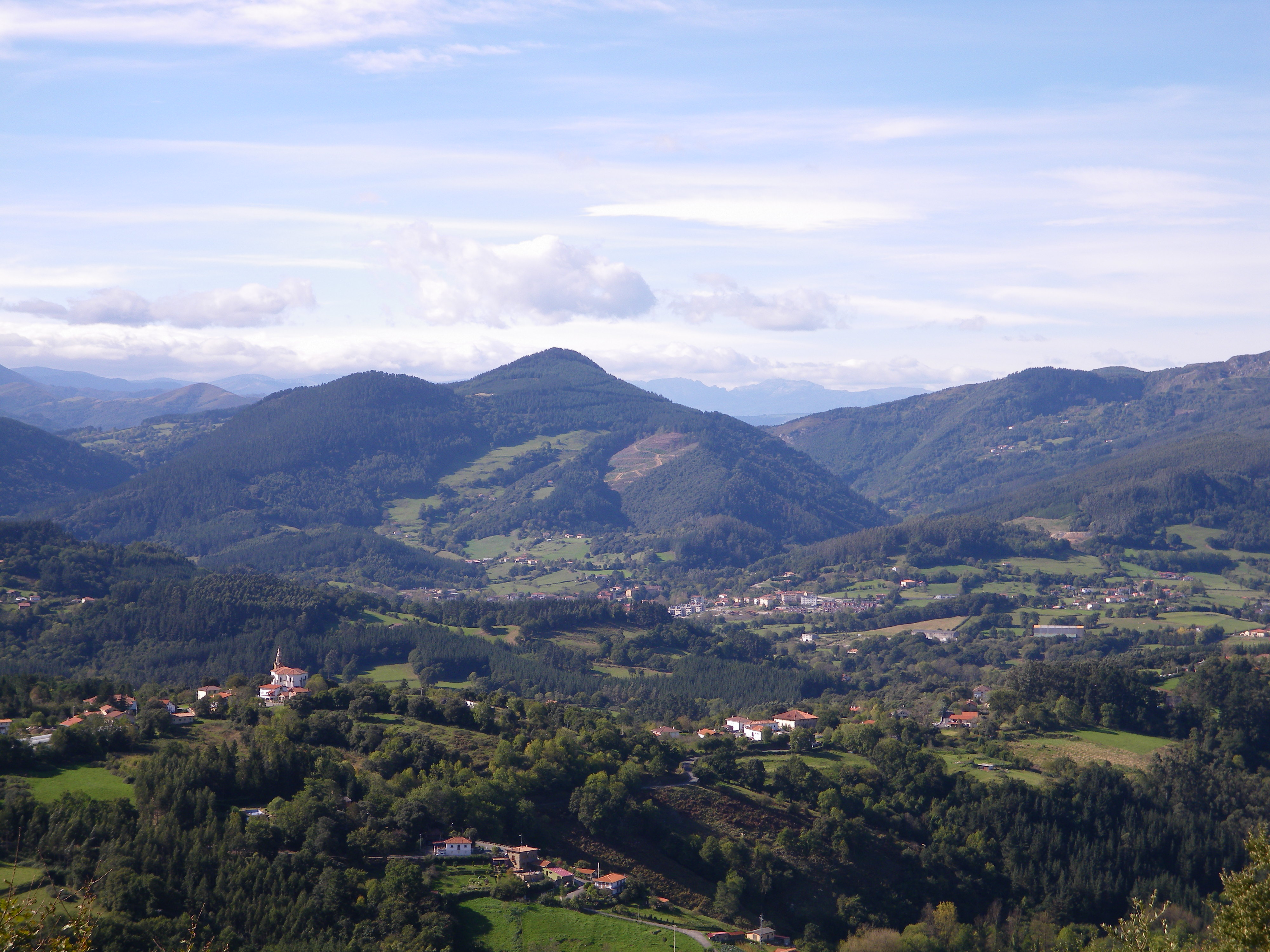
Típic paisatge

El seu cim més alt és Aitxuri (1551 m), en el macís Aizkorri
Hi és abundosa la vegetació corresponent al clima humit atlàntic, amb boscos de roures, faigs, teixos, bedolls, etcètera, i altres de fulla perenne, com l'alzina cantàbrica i el Pinus radiata, aquest darrer introduït per l'home.